# Malaja Serdoba
Malaja Serdoba (in russo Малая Сердоба?) è un villaggio della Russia europea centrale, situato nell'oblast' di Penza; è il centro amministrativo del distretto Maloserdobinskij.
Si trova sulle rive del fiume Serdoba, 110 km a sud di Penza.